# Minibidion rurigena
Minibidion rurigena är en skalbaggsart som först beskrevs av Pierre Émile Gounelle 1909.  Minibidion rurigena ingår i släktet Minibidion och familjen långhorningar. Inga underarter finns listade i Catalogue of Life.